# Eohaustorioides japonicus
Eohaustorioides japonicus is een vlokreeftensoort uit de familie van de Dogielinotidae. De wetenschappelijke naam van de soort is voor het eerst geldig gepubliceerd in 1977 door Kamihira.